# Kvantumhatás
Kvantumhatásnak hívják azokat a fizikai folyamatokat, melyeket nem lehet a klasszikus fizika törvényeivel (klasszikus mechanika, elektrodinamika stb.) értelmezni, megmagyarázni. A kvantumhatás csak a kvantummechanika ismeretében értelmezhető.

## Néhány példa a kvantumhatásra
Az elektronok egymásra hatása kvantumhatás. A radioaktív bomlás (radioaktivitás) is egy kvantumhatás. Ezzel szemben a  Rutherford-kísérlet vagy más néven Geiger–Marsden-kísérlet (az anyag szerkezetének felderítésére szolgáló szóráskísérletek elnevezése) nem kvantumhatás, mivel a klasszikus mechanika és az elektrosztatikus erő ismeretében meg lehet magyarázni.